# Данилина, Лариса Михайловна
Лариса Михайловна Данилина (род. 23 марта 1938, в селе Гуляйполе Черкасской обл., СССР) — советская и российская актриса театра и кино, мастер дубляжа. Озвучивала более двухсот советских и иностранных фильмов. Заслуженная артистка РФ (1993).
По окончании актёрского отделения ВГИК (мастерская О. И. Пыжовой) в 1961 году, начала сниматься в кинофильмах. Несколько лет с 1969 года играла в составе Театра киноактёра. Вдова режиссёра и философа Евгения Львовича Шифферса (1934—1997).

## Актриса
Первая главная роль — Марет, в короткометражном фильме «Следы стираются с камней» (1959)
Вместе с Глебом Стриженовым в одной из главных ролей в фильме «Сорок минут до рассвета» (1963)
Исполнительница главной роли Любы в фильме «Первороссияне» (1967). Фильм Евгения Шифферса впоследствии был запрещён к показу и его восстановленная версия впервые увидела свет в 2009 году.
Из заметных ролей Ларисы Данилиной можно отметить образ Наташи в фильме «Адъютант его превосходительства».

## Мастер дубляжа
Первая известная работа в дубляже у Ларисы Данилиной состоялась в 1962 году, когда она дублировала Монику Витти в фильме Микеланджело Антониони «Затмение» (режиссёр дубляжа Галина Водяницкая).
Затем Лариса Данилина озвучивала Элизабет Тейлор в фильме «Клеопатра» (1963). Серену Вергано в роли Бланки в фильме «Пусть говорят» (1968). Ингрид Бергман в «Цвете кактуса» (1969). Софи Лорен в фильме «Подсолнухи» (1970). Пратиму Деви в индийском фильме «Зита и Гита» (1972). Ванессу Редгрейв в фильме «Убийство в Восточном экспрессе» (1974). Рэкел Уэлч в фильме «Чудовище» (1977). Софико Чиаурели в картине «Несколько интервью по личным вопросам» (1978). Софию Ротару в фильме «Душа» (1981) Анни Жирардо «Сюрприз Афродиты» (1981). Елену Цыплакову в фильме «Гардемарины, вперёд!» (1987). Барбару Рудник в фильме «Гардемарины — III» (1992). Всего, согласно фильмографии на сайте «Кинопоиск», Лариса Данилина принимала участие в озвучивании более 200 советских и зарубежных кинофильмов.
В 2011 году Лариса Данилина снялась в документальном фильме «Легенды советского кинодубляжа (выходят из тени)». Фильм построен на интервью с мастерами озвучивания иностранных фильмов времён СССР и приоткрывает завесу над тайнами этой кинопрофессии.

## Избранная фильмография
- 1959 — Следы стираются с камней — Марет
- 1963 — Сорок минут до рассвета, режиссёр Борис Рыцарев  — Нина
- 1965 — Заговор послов, режиссёр Николай Розанцев — певица Дагмара
- 1965 — Сердце матери, режиссёр Марк Донской — учительница Раиса Романовна.
- 1967 — Первороссияне, режиссёры Евгений Шифферс / Александр Иванов — революционерка Люба Гремякина
- 1968 — Адъютант его превосходительства, режиссёр Евгений Ташков — связная Наташа
- 1969 — Главный свидетель, режиссёр Аида Манасарова — Софья
- 1975 — Крестьянский сын, режиссёр Ирина Тарковская — мать Кости
- 1978 — Подарок чёрного колдуна, режиссёр Борис Рыцарев — матрона.
- 1979 — Москва слезам не верит, режиссёр Владимир Меньшов — невеста
- 1989 — Во бору брусника, режиссёр Евгений Васильев — Варвара и дочь Варвары.
- 1992 — Тихий Дон, режиссёр Сергей Бондарчук — двоюродная тётка Аксиньи.

## Йога
В 1960 у актрисы появилось новое увлечение — йога. Актриса хотела справиться с приступами мигреней. С 1991 занимается йогой по системе индийского учителя Б. К. С. Айенгара. Спустя 4 года, став дипломированным преподавателем, окончательно прекращает актёрскую карьеру и начинает преподавать в собственной студии йоги на Арбате в Москве.